# Neoconocephalus chapadensis
Neoconocephalus chapadensis är en insektsart som beskrevs av Bruner, L. 1915. Neoconocephalus chapadensis ingår i släktet Neoconocephalus och familjen vårtbitare. Inga underarter finns listade i Catalogue of Life.